# Ан-3
Ан-3 — варіант літака Ан-2 з турбогвинтовим двигуном ТВД-20 розробки АНТК ім. О. К. Антонова. Двигун ТВД-20 спроєктований Омським моторобудівним КБ і серійно виготовляється Омським моторобудівним підприємством ім. П. І. Баранова.
Перший політ An-3 з TBD-20 двигуном відбувся 13 травня 1980 року. Першими випробували цей літак у повітрі пілоти Горбич і Ігнатенко. Державні випробування літака почалися тільки в 1986 році. Однією з причин такого тривалого періоду часу, щоб почати державні випробування, були труднощі в організації виробництва TVR-20 двигунів. До початку 1991 року всі наземні і повітряні випробування були завершені і літак був схвалений до експлуатації. Але через події початку дев'яностих і подальшого економічного спаду An-3 літак так і не був запущений у виробництво.

## Історія

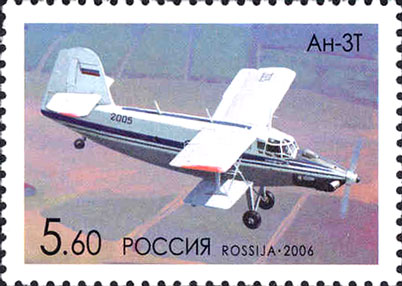
Марка до 100-річчя з дня народження авіаконструктора О. К. Антонова. Ан-3Т

Ще в 1950-х роках виникла ідея про встановлення турбогвинтового двигуна на Ан-2. Але в ті роки не знайшлося відповідного двигуна. У 60-х роках з'явився двигун ГТД-10 (ТВД-10), розроблений в Омському МКБ під керівництвом В. А. Глушенкова. Саме його вирішили використати для модернізації літака. У Червня 1967 році був представлений проєкт Ан-3 з потужнішим двигуном ТВД-10А. Але роботи по двигуну були припинені через скорочення чисельності Омського МКБ. У 1971 році був представлений проєкт Ан-3 з двигуном ТВ2-117С, встановленим під кабіною екіпажу, крилом збільшеного розмаху, шасі з носовою стійкою, з системою кондиціювання та продуктивнішого сільгоспобладнання. Але з ряду причин цей проєкт реалізований не був. Пізніше був розроблений проєкт Ан-3 з двома двигунами ТВД-850, які обертали повітряний гвинт через загальний редуктор. Але двигун так і не був запущений у виробництво. 
У 1974 році МГА дало добро на розробку варіанту Ан-2 з двигуном ТВД-10. Незабаром для Іл-86 було потрібно ДСУ (допоміжна силова установка), яку створили на базі ТВД-10, а роботу по літаковому двигуну ТВД-10Б закинули. У 1978 році роботи над двигуном в Омску поновилися. Новий варіант отримав позначення ТВД-20. У 1979 році проєкт літака був допрацьований під ТВД-20. У грудні модернізований Ан-2 пройшов програму льотних випробувань в Туркменістані. 13 травня 1980 році, льотчики - випробувачі С. О. Горбик та П. Д. Ігнатенко вперше підняли прототип Ан-3 в повітря. У 1981 році почалися заводські випробування. Держвипробування почалися лише в 1986 році, через труднощі з організацією виробництва двигуна. До 1991 році було проведено весь комплекс випробувань. У зв'язку з розвалом економіки і країни літак не надійшов у виробництво. 
Влітку 1997 році в АНТК ім. О. К. Антонова було прийнято рішення відродити проєкт Ан-3. Роботи очолив заступник генерального конструктора Г. Г. Онгірскій. Пріоритет був відданий модифікації Ан-3Т, тому що попит на сільськогосподарський варіант впав. Для відповідності сучасним вимогам літак був доопрацьований. Між кабіною і двигуном встановлені протипожежні перегородки, по лівому борту за кабіною пілотів зроблена вставка із вхідними дверима, на правому борту встановлений аварійний люк. Була посилена верхня панель центроплану, доопрацьований стабілізатор, замість тросової проводки управління встановили жорсткі тяги. На початок 1998 році на Омському ПО «Політ» був побудований перший Ан-3Т (RA-62523). Незабаром почалися випробувальні польоти Ан-3СХ. Перший серійний Ан-3Т 21 листопада 2001 році переданий авіакомпанії «Заполяр'я». У травні 2009 році прийнято рішення про припинення серійного виробництва.

## Технічний опис[3]
Ан-3 побудований за аеродинамічною схемою біплана. Фюзеляж суцільнометалевий (Д-16Т, Д-16АТ) напівмонокок балочно-стрінгерного типу. Крила прямі, дволонжеронні, утворені двоопуклим несиметричним профілем. Обшивка крил виконана з поліефірної тканини. Коробка крил одностійкова з I-подібними стійками. На верхньому крилі розташовані автоматичні предкрилки по всього розмаху, щілинні нависаючі закрилки і елерон-закрилки. На нижньому крилі встановлені тільки щілинні закрилки. Шасі не забираються, трьохопорне, з хвостовим колесом. У зимовий час передбачено встановлення лиж. Силова установка складається з турбогвинтового двигуна ТВД-20 з трьохлопастним реверсивним гвинтом АВ-17. Запас палива розміщений в 6 крилевих баках (у верхньому крилі). У лівому борту встановлені вантажні двері розміром 1,46 x 1, 53 м, а в ній — пасажирська розміром 0,81 x1, 42 м. Кабіна пілотів оснащена системами обігріву та вентиляції. Ліхтар кабіни льотчиків виконаний опуклим з боків для огляду назад і вниз. У сільськогосподарському варіанті передбачено застосування навісного широкозахватного сільгоспобладнання і апаратури ультрамалооб'ємного розпилення. За бажанням замовника на літаку можуть встановлюватися: навігаційна супутникова система СН-3301, аварійний маяк АРМ-406 системи «КОСПАС-Сарсат», прилади контролю та управління двигуна, приладові дошки, що відповідають нормам льотної придатності, високоточний радіовисотомір А-037, бортовий реєстратор БУР-4-1-02, сучасне радіозв'язкове обладнання. У результаті модернізації маса комерційного навантаження зросла в 1,2 рази, швидкість — в 1,3 рази, швидкопідйомність — в 1,8 рази, знизився рівень шуму в кабіні. Продуктивність літака зросла в 1,5 рази при зниженні витрат на паливо і масло в 2 рази.

## Модифікації літака
- Ан-3СХ (03.02) — сільськогосподарський. Відрізняється одномісною кабіною, баком для хімікатів на 2200 л. Перший політ 13 травня 1980.
- Ан-3Т (03.01) — транспортний. Призначений для перевезення 1800 кг вантажу і 4 пасажирів. Перший політ 19 лютого 1998.
- Ан-3Т-07 (03.07) — У машині встановлюються 12 м'яких складних крісел. Для особистого багажу пасажирів встановлюються відкидні полки. Для поліпшення зовнішнього вигляду літака, освітлення пасажирського салону і підвищення комфорту обладнуються квадратні вікна, тепло- і звукоізоляція, вентиляція і обігрів до кожного пасажирського місця. Є аварійний додатковий вихід по правому борту. Ан-3Т-07 може перевозити 9 пасажирів і 3 людини обслуговчого персоналу або 1800 кг комерційного вантажу. Можливі змішані перевезення вантажів і пасажирів одночасно.
- Ан-3Т-08 (03.08) — лісопатрульний. Випускається з 2002 року.
- Ан-3Т-10 (03.10) — десантний. Призначений для висадки 12 парашутистів.
- Ан-3ТБК (03.03) — бізнес-класу («салон»). Відрізняється прямокутними вікнами з подвійними скельцями, наявністю багажника, гардероба і туалету.

## Технічні характеристики
Джерело: 
Основні характеристики
- Екіпаж: 2 чоловіка
- Пасажиромісткість: 12 осіб (9 пасажирів і 3 особи — обслуговчий персонал)
- Вантажопідйомність: 1800 кг
- Довжина: 13,96 м
- Висота: 4,93 м
- Розмах крила: 18,17 м (верхнє), 14,20 м (нижнє)

- Площа крила: 71,51 м
- Нормальна злітна маса: 5650 кг
- Максимальна злітна маса: 5800 кг
- Маса палива у внутрішніх баках: 1271 кг
- Силова установка: 1 × Турбогвинтовий ТВД-20  1375 к.с. ( 1011 кВт)
- Повітряний гвинт: АВ-17

Льотні характеристики
- Крейсерська швидкість: 230 км/год
- Практична дальність: 770
- Перегінна дальність: 1230 км
- Довжина розгону: 140 м
- Довжина пробігу: 95-105 м

## Катастрофи
За даними на лютий 2011 року було втрачено один літак типу Ан-3.
| Дата     | Бортовий номер | Місце катастрофи | Жертви | Короткий опис |
| -------- | -------------- | ---------------- | ------ | --- |
| 16.05.03 | RA-05881       | Сангар           | 0 / 13 | Літак увійшов у зону несприятливих метеорологічних умов (сильні опади та обледеніння) за 18 хвилин після зльоту. Двигун відмовив, і була виконана вимушена посадка в лісовій болотистій місцевості. |
| 13.10.24 | RA-05884       | Якутія           | 1/5    | Відмова двигуна. |